# Colette Laussac
Colette Laussac est juriste, historienne de l'art et romancière. Longtemps partagée entre Toulouse où elle était enseignante et la basse Corrèze, elle est finalement retournée vivre dans son village natal de Branceilles aux confins du Lot et de la Corrèze.
Elle est membre de l'École de Brive. C'est également un sculpteur qui utilise essentiellement une pierre locale d'une blancheur lumineuse, la pierre de Carennac.

## Œuvres
- Verre de gris, Milan, 1988, 166 pages, les relations difficiles entre une fille et son père alcoolique
- Une mère silencieuse, Renaudot, Collection "Parler vrai", 1990, 125 pages,  (ISBN 2877420612)
- Le sorcier des truffes, Seghers, Collection Mémoire Vive, 1992, réédition Le Grand livre du mois, 1992 et J'ai Lu en 1994, l'histoire d'un jeune paysan pauvre né à Branceilles, petit village de Corrèze, qui deviendra un spécialiste de la truffe, "le sorcier des truffes"
- Secrets de famille, La Table Ronde, 1994
- Le dernier bûcher, Robert Laffont, février 1995, 251 pages,  (ISBN 2-221-07998-1), réédition Pocket, novembre 1998, les mésaventures de Guillaume Fort au temps de l'inquisition et des Cathares
- La falaise qui chante, Vie et mort d'Ambakané, initié dogon, Robert Laffont, 1996, réédition Seghers, 1999, 240 pages,  (ISBN 223212164X), un jeune malien confronté aux rites initiatiques...
- À la Saint-Martin, Robert Laffont, 1998, réédité chez Pocket en août 2003, 211 pages, l'histoire de Flavien, adolescent  de treize ans en 1913 qui travaille comme journalier dans le village de Saint-Martin, entre Lot et Corrèze
- Une nuit trop blanche, La Table Ronde, février 2000, 154 pages,  (ISBN 2710309424), une femme prise prise entre deux hommes, un ami et son mari qui la délaisse
- L'Épée de Rocamadour, et autres histoires mystérieuses, Le Rocher, collection Mystères Des Provinces, janvier 2001, 267 pages, balade dans la région Midi-Pyrénées
- Le don en héritage, Robert Laffont, 2001, rééditions France Loisirs en janvier 2001 et éditions de La Seine, Succès du livre, août 2004, 191 pages, la transmission d'un don mystérieux, celui de guérir...
- La promesse des jours, Robert Laffont, 2002,  (ISBN 2221097394), réédition Pocket, juillet 2005, 222 pages, Gilbert ne parvient pas à se réadapter après son retour d'Algérie. Heureusement, il va découvrir le Causse une belle maison à retaper dans le Lot et sa vie va pouvoir repartir...
- Le ciel de Collonges, Robert Laffont, mai 2003, 263 pages,  (ISBN 2-221-09995-8), de De Toulouse la rose où son mari est assassiné à Collonges la rouge, son village où elle va reprendre goût à la vie...
- Le vent d'Espagne, Robert Laffont, 18 octobre 2005, 346 pages,  (ISBN 2-221-10512-5), voyage initiatique de deux adolescents dans l’Espagne du Siècle d’or.
- Le souffle des alizés, Robert Laffont, octobre 2006, 326 pages,  (ISBN 2-221-10664-4), suite du précédent et des aventures de ses héros dans le Nouveau Monde

- Découverte du Midi-Corrézien. Canton de Meyssac, en collaboration avec Olivier Meunier, Éditions du Ver Luisant, 2007.
- Au-delà du chemin, Le lavoir Saint-Martin, 2014, (ISBN 978-2919749188), témoignages sur des faits insolites.